# Овражная (Красноярский край)
Овражная — упразднённая в 2018 году в Рыбинском районе Красноярского края Российской Федерации. Входила на год упразднения в состав Новосолянского сельсовета.

## История
В 1976 г. Указом Президиума ВС РСФСР деревня отделения № 5 Камалинского опытно-производственного хозяйства переименована в деревню Овражная.
Официально упразднена Законом Красноярского края от 11 октября 2018 года N 6-1962 «Об упразднении территориальных единиц края и внесении изменений в отдельные законы края».

## Население
| 1989 | 2002 | 2010 |
| ---- | ---- | ---- |
| 74   | ↘5   | ↘0   |

## Инфраструктура
Основой экономики было сельское хозяйство .